# Gopher-Gletscher
Der Gopher-Gletscher ist ein küstennaher Gletscher im westantarktischen Ellsworthland. In den Jones Mountains fließt er von den Christoffersen Heights in nördlicher Richtung zwischen dem Bonnabeau Dome und dem Anderson Dome.
Teilnehmer einer Expedition der University of Minnesota zu den Jones Mountains (1960–1961) kartierten ihn. Seine Benennung leitet sich vom Spitznamen „Gopher“ (umgangssprachliche Bezeichnung des Dreizehnstreifen-Hörnchens in den Vereinigten Staaten) für die Universität und den US-Bundesstaat Minnesota ab.